# Федеральный институт штата Баия
Федеральный институт штата Баия или Федеральный институт образования, науки и техники Баии (порт. Instituto Federal da Bahia; Instituto Federal de Educação, Ciência e Tecnologia da Bahia (IFBA); Centro Federal de Educação Tecnológica da Bahia (CEFET/BA)) — высшее учебное заведение расположенное в городе Салвадор в бразильском штате Баия, которое предлагает высшее и профессиональное образование, имея мультипрофильную форму. ФИБ был создан 2 июня 1910 года и является одним из старейших ВУЗов Бразилии.
Федеральный институт образования, науки и техники Баии — многопрофильное учебное заведение, специализирующееся на предоставлении профессионального и технологического образования в самых различных областях знаний (биология, гуманитарные науки, точные науки).
Федеральный институт штата Баия является государственным федеральным учреждением, напрямую подчинённым с Министерством образования Бразилии.